# Beishanodon
Beishanodon — вимерлий рід евцинодонтів з нижнього тріасу Китаю. Типовий і єдиний вид — Beishanodon youngi.